# Maama Molitika
Pas d'image ? Cliquez ici

a Compétitions nationales et continentales officielles uniquement.

b Matchs officiels uniquement.
Dernière mise à jour le 4 avril 2021.
Maama Molitika, également orthographié Ma'ama Molitika, est né le 26 août 1974 à Haʻapai (Tonga). C'est un joueur international tongien de rugby à XV, évoluant au poste de troisième ligne aile ou de troisième ligne centre. Il mesure 1,96 m pour 108 kg.

## Carrière

### En club
Maama Molitika est né sur l'île d'Haʻapai aux Tonga, et y vit jusqu'à l'âge de 15 ans. Il émigre ensuite en Nouvelle-Zélande afin de vivre chez sa grand-mère à Hamiton. Il étudie alors à la Hamilton Boys' High School (en), puis au Huntly College (en), jouant au rugby avec les équipes de ces établissements.
Après avoir terminé sa scolarité, il joue avec le club amateur de Fraser Tech dans le championnat de la région de Waikato, où il est entraîné par John Mitchell. Il joue également avec l'équipe B de la province de Waikato en 1996. Toujours en 1996, Mitchell — qui vient de devenir l'entraîneur du club anglais de Sale — cherche à le recruter, mais l'offre échoue pour des raisons administratives liées au visa de Molitika.
Trois ans plus tard, en 1999, Molitika rejoint le club gallois de Bridgend évoluant en Welsh Premiership, après avoir été repéré lors d'une tournée de sa sélection en Europe. Il devient rapidement un joueur important de l'équipe, avec qui il remporte le championnat pour la première fois de l'histoire du club en 2003. Cette même saison, il termine co-meilleur marqueur de son équipe.
En 2003, le rugby gallois se régionalise, et Molitika rejoint la nouvelle franchise des Celtic Warriors qui viennent de rejoindre la Celtic League. Néanmoins, malgré un effectif de qualité, la fédération galloise décide liquider la franchise après une seule saison d'existence. Molitika se retrouve alors sans club.
Il signe alors un contrat de trois saisons avec le club anglais des Harlequins évoluant en Premiership. Cependant Molitika peine à s'intégrer dans sa nouvelle équipe, principalement à cause du style de vie londonien. Il demande alors à être libéré de son contrat, et quitte le club au bout d'une seule saison.
Il fait alors son retour au pays de Galles, et rejoint la province des Cardiff Blues en Celtic League pour un contrat d'un an. Après une série de bonnes performances, une prolongation de contrat lui est proposée, mais Molitika s'était déjà engagé entre-temps avec un club japonais.
En effet, il rejoint le club de IBM Big Blue (en), basé à Yachiyo, et disputant la Top League.
Après une saison au Japon, il retourne jouer pour les Cardiff Blues en 2007, où il doit compenser les absences de joueurs blessés et sélectionnés. Avec cette équipe, il remporte la Coupe anglo-galloise en 2009, et surtout le Challenge Européen en 2010. Il joue un total de six saisons avec Cardiff, devenant un joueur emblématique de la province,. Il quitte le club en juin 2012, à l'âge de 37 ans, prévoyant alors de mettre un terme à sa carrière de joueur.
Cependant, il décide finalement de rejoindre le club italien de San Donà, récemment promu en Super 10 (première division nationale),. Il aide le club à se maintenir, avant de quitter le club au terme de la saison.
Après son passage en Italie, il retourne vivre au Royaume-Uni et rejoint le club anglais d'Ampthill en National League One en 2013. Cette équipe est entraînée par l'ancien international gallois Paul Turner (en), et compte dans ses rangs son compatriote Viliami Ma'asi. Malgré son âge avancé, il continue de se montrer performant, et s'impose comme un cadre de l'équipe du Bedfordshire,. En 2019, il participe à la victoire de son équipe en championnat, et donc à l'accésion au Championship pour la première fois de l'histoire du club. Molitika fait alors son retour au niveau professionnel lors de la saison 2019-2020 à l'âge de 45 ans, devenant ainsi le joueur le plus âgé du championnat. Après avoir aidé son équipe à se maintenir après avoir accroché la cinquième place du classement, il met un terme à sa carrière professionnelle en avril 2020,.

### En équipe nationale
Maama Molitika a connu sa première sélection avec l'équipe des Tonga le 8 novembre 1996 contre l'équipe des Māori de Nouvelle-Zélande à Nuku'alofa.
En 2006, il est sélectionné avec les Pacific Islanders à l'occasion de leur tournée contre les nations celtes (Galles, Écosse et Irlande). Il dispute les trois matchs de son équipe.
En 2007, bien qu'initialement non-sélectionné, il est appelé par les Tonga pour participer à la Coupe du monde 2007 en France, en remplacement de Paino Hehea blessé. Il joue le dernier match de la phase de poule contre les futurs finalistes anglais, pour ce qui est son dernier match en sélection,.

## Palmarès

### En club
- Vainqueur de la Welsh Premiership en 2003 avec Bridgend RFC
- Vainqueur du Challenge Européen en 2010 avec les Cardiff Blues
- Vainqueur de la Coupe anglo-galloise en 2009 avec les Cardiff Blues

### En équipe nationale
- 18 sélections
- 1 essai, soit 5 points
- Sélections par année : 1 en 1996, 7 en 1997, 3 en 2000, 1 en 2001, 1 en 2005, 4 en 2006 et 1 en 2007.

En Coupe du monde :
- 2007 : 1 sélection, 0 comme titulaire (Angleterre)

- 3 sélections avec les Pacific Islanders lors la tournée 2006